# 有香子
有香子（ゆかこ、11月21日 - ）は、日本の漫画家、同人作家。長野県出身。別名義に猫村有香子、水沢有香子がある。
ブロスコミックスEXで『ファイナルファンタジーXI』の漫画を執筆していた。
2009年、『2×1』が第10回電撃コミックグランプリで奨励賞を受賞。

## 作品リスト

### 連載
- 執事でメイドなおとこのコ（ミリオン出版『おと☆娘』Vol.4 - Vol.9、全1巻、2013年1月26日発売、ISBN 978-4813053835[3]） - 有香子名義。初の単行本[4]。
- いもうとらぶる（一迅社『月刊ComicREX』2013年1月号[5] - 2013年11月号、全2巻） - 猫村有香子名義。
  1. 2013年5月27日発売、ISBN 978-4-7580-6381-4[6]
  2. 2013年10月26日発売、ISBN 978-4-7580-6415-6[7]
- にく充!（『GANMA!』連載、既刊1巻） - 水沢有香子名義。
  1. 2016年10月11日発売[8]、ISBN 978-4778084028[9]

### 読み切り
以下、すべて有香子名義。
- フクミミ（『電撃大王』2010年7月号）
- タイトル不明[注釈 1]（アンソロジー『STORM LOVER アンソロジー』収録、エンターブレイン、2010年12月29日発売、ISBN 978-4047269507）
- ゆりゆりデビュー（アンソロジー『女の子のナイショの話』収録、光文社、2011年1月27日発売、ISBN 978-4334807634）
- 恋するBL描き（アンソロジー『恋する腐女子2 リア充でいこう!』収録、光文社、2012年2月23日発売、ISBN 978-4334807849）